# احمد ابراهیمی (خواننده)
احمد ابراهیمی (زاده ۱۳۰۵ در اورامانات کردستان – درگذشته تیر ۱۳۹۲ در تهران)  خواننده و استاد آواز ایرانی بود.

## زندگینامه
اکثر اعضای خانواده ابراهیمی دستی در موسیقی داشتند و همین امر سبب شد تا او هم با تشویق خانواده به سراغ موسیقی و یادگیری این هنر برود. بیش از دوازده سال نداشت که به تهران نقل مکان کرد. در سال ۱۳۲۷ با توجه به صدای خوشی که داشت با استادان بزرگ موسیقی ایران نظیر ابوالحسن صبا، مرتضی محجوبی، حسین تهرانی، غلامحسین بنان، ادیب خوانساری آشنا شد و از محضر همگی این بزرگان موسیقی ایران بهره‌مند شد.
پس از پنج سال که تحت تعلیم آنان قرار می‌گیرد اولین برنامه رادیویی خود را با محمود ذوالفنون در رادیو تهران اجرا کرد که با تشویق و استقبال مردم روبرو شد.
ابراهیمی پس از یک سال اجرای برنامه‌های مختلف موسیقی در رادیو، به سال ۱۳۳۳ به ارکستر مرتضی‌خان محجوبی، استاد پیانو که با همکاری محمد میرنقیبی اداره می‌شد، راه می‌یابد و شکوفایی هنری وی از همین زمان آغاز می‌شود. همکاری او تا سال ۱۳۳۵ با این ارکستر ادامه داشت.
از سال ۱۳۴۲ تا اواخر سال ۱۳۵۴ به سمت رئیس دفتر اداره کل فعالیت‌های هنری و از سال ۱۳۵۴ تا اواخر سال ۱۳۵۸ به سمت مدیر امور اداری سازمان ملی "فولکلور" ایران منصوب و مشغول کار شد و در ضمن به برنامه‌های هنری خودش ادامه داد. احمد ابراهیمی در فروردین ماه ۱۳۵۹ پس از پشت سرگذاشتن بیست و چهار سال مستمر کار هنری و مدیریت هنری با تقاضای خودش بازنشسته شد.
بعد از انقلاب عمده وقت ابراهیمی به آموزش ردیف‌های آوازی به شاگردان و علاقه‌مندان موسیقی آوازی صرف شد.
احمد ابراهیمی استاد آواز ایرانی تیر ماه ۱۳۹۲ در سن ۸۷ سالگی در بیمارستان فرمانیه تهران درگذشت.